# Anoplodactylus maritimus
Anoplodactylus maritimus är en havsspindelart som beskrevs av Hodgson, T.V. 1914. Anoplodactylus maritimus ingår i släktet Anoplodactylus och familjen Phoxichilidiidae. Inga underarter finns listade i Catalogue of Life.